# Oktetno pravilo
Oktetno pravilo (također pravilo okteta) u kemiji predstavlja pravilo da se većina kemijskih elemenata povezuje u kemijske spojeve na način koji osigurava da svaki element spoja ima osam elektrona u zadnjoj (valentnoj) ljusci, čime ostvaruje stabilnu elektronsku konfiguraciju istovjetnu plemenitom plinu.
Ovo se pravilo naročito primjenjuje na ugljik, dušik, kisik i halogene elemente, ali i na alkalijske i zemnoalkalijske metale.
Valentni elektroni mogu se predstaviti Lewisovim dijagramom. Na slici desno je primjer Lewisovog dijagrama za ugljikov dioksid. Kovalentna kemijska veza formira se iz dva dijeljena elektrona, od kojih svaki atom daje (donira) po jedan elektron. U svrhe brojenja elektrona, svi elektroni koji tvore vezu broje se pri prebrojavanju valentnih elektrona svakog od atoma uključenog u vezu. U desnom promjeru, kisik ima osam valentnih elektrona jer mu se pribrajaju četiri elektrona koja tvore njegovu vezu s ugljikom, a isto se primjenjuje i na ugljikov atom.
Iz kvantne perspektive, svaki atom teži imati najmanju moguću energiju. Elementi koji imaju najmanju energiju su pripadnici plemenitih plinova, koji u zadnjoj ljusci imaju 4 para elektrona (zadnja ljuska im je potpuno popunjena, što ih čini inertnima (rijetko sudjeluju u kemijskim reakcijama). Elektronska konfiguracija zadnje ljuske plemenitih plinova ima oblik Xs2Xp6, gdje je X broj periode elementa (2+6=8 elektrona u zadnjoj ljusci). Elementi odmah prije ili poslije plemenitih plinova često sudjeluju u reakcijama jer primanjem, davanjem ili dijeljenjem jednog elektrona postižu elektronsku konfiguraciju plemenitog plina i ostvaruju manju energiju kao dio molekule.

## Iznimke od pravila
Mnoge reaktivne među-molekule koje nastaju kao dio kemijskih reakcija a potom se raspadnu na stabilnije molekule u načelu ne poštuju pravilo okteta. 
Primjeri takvih molekula uključuju:
- karbene [ R-(C:)-R'  ili R=C: ] poput metilena (CH2)
- karbokatione poput metanija CH5+ ili vinila C2H3+
- boran (BH3) zbog postojanja borilijevog kationa BH3+
- Metilni radikal CH3